# Bert Sansum
Herbert (Harlod) Edward "Bert" Sansum (ur. 28 lutego 1893, zm. 27 grudnia 1966) – brytyjski zapaśnik walczący w stylu wolnym. Dwukrotny olimpijczyk. Zajął czwarte miejsce w Amsterdamie 1928 i piąte w Paryżu 1924. Walczył w wadze koguciej.

## Letnie Igrzyska Olimpijskie 1924
| Konkurencja      | Rundy eliminacyjne   | Runda o brązowy medal  | Runda o brązowy medal  | Klas. końcowa |
| Konkurencja      | 1/8                  | 1/4                    | Przeciwnik I           | Miejsce       |
| ---------------- | -------------------- | ---------------------- | ---------------------- | ------------- |
| 56 kg styl wolny | Jim Trifunov (CAN) Z | Kaarlo Mäkinen (FIN) P | Gaston Ducayla (FRA) P | 5.            |

## Letnie Igrzyska Olimpijskie 1928
| Konkurencja      | Rundy eliminacyjne     | Runda o srebrny medal | Runda o srebrny medal  | Runda o brązowy medal | Klas. końcowa |
| Konkurencja      | 1/4                    | Przeciwnik I          | Przeciwnik II          | Przeciwnik I          | Miejsce       |
| ---------------- | ---------------------- | --------------------- | ---------------------- | --------------------- | ------------- |
| 56 kg styl wolny | Kaarlo Mäkinen (FIN) P | Robert Hewitt (USA) Z | Clement Spapen (BEL) P | Jim Trifunov (CAN) P  | 4.            |